# Château de la Prune-au-Pot
Le château de la Prune-au-Pot est un château rural construit sur le territoire de la commune de Ceaulmont, sur un plateau en pente douce vers la Creuse.

## Histoire
Le château fut très longtemps, propriété de la famille Pot, dont il tire une partie de son nom, et dont l'une des branches tire son nom. Il est remarquable par son emplacement au milieu d'une prairie ; des douves assuraient sa défense.

## Architecture
Du début du XIIIe siècle, il conserve des cheminées monumentales, des escaliers en vis et des gargouilles sculptées. Le château hébergea Henri IV lors du siège d'Argenton. Au XVIIe siècle, la seigneurie échut aux Bourbons, puis entra dans le domaine royal. La terre fut séquestrée après la Révolution.
L'ensemble de la fortification forme une cour carrée close d'un mur couronné de mâchicoulis. Il enserre une tour carrée et deux tours rondes. La poterne est percée d'une grande porte ogivale et d'une petite carrée, chacune ayant son pont-levis. La plus grosse des tours est l'ancien donjon, avec escalier desservant tous les étages. En bas de la tour carré se trouve un réservoir, alimenté par une fontaine. Au premier, la salle hexagonale comporte des latrines. La tour rectangulaire, dite tour Colin, comporte un escalier logé dans une tourelle accolée semi-hexagonale. Entre la tour de la Fontaine et la tour Colin se trouve la maison du métayer datant de l'époque moderne .
Abandonné par les Pot vers le XVe siècle, le château est inhabité et en ruines depuis cette époque. Des travaux d'entretiens sont effectués entre 1985 et 1996 par des bénévoles de l'association Chantiers Histoire et Architecture Médiévales. Il a été acquis en 2000 par la famille Aguttes qui en a entrepris la restauration.
Le château en totalité et ses parcelles cadastrales font l'objet d'une inscription au titre des Monuments historiques. L'arrêté d'inscription du 16 octobre 2023 se substitue à l'arrêté d'inscription du 16 mai 1972.
En saison, la visite est possible, en dehors de l'enceinte du château.

## Galerie

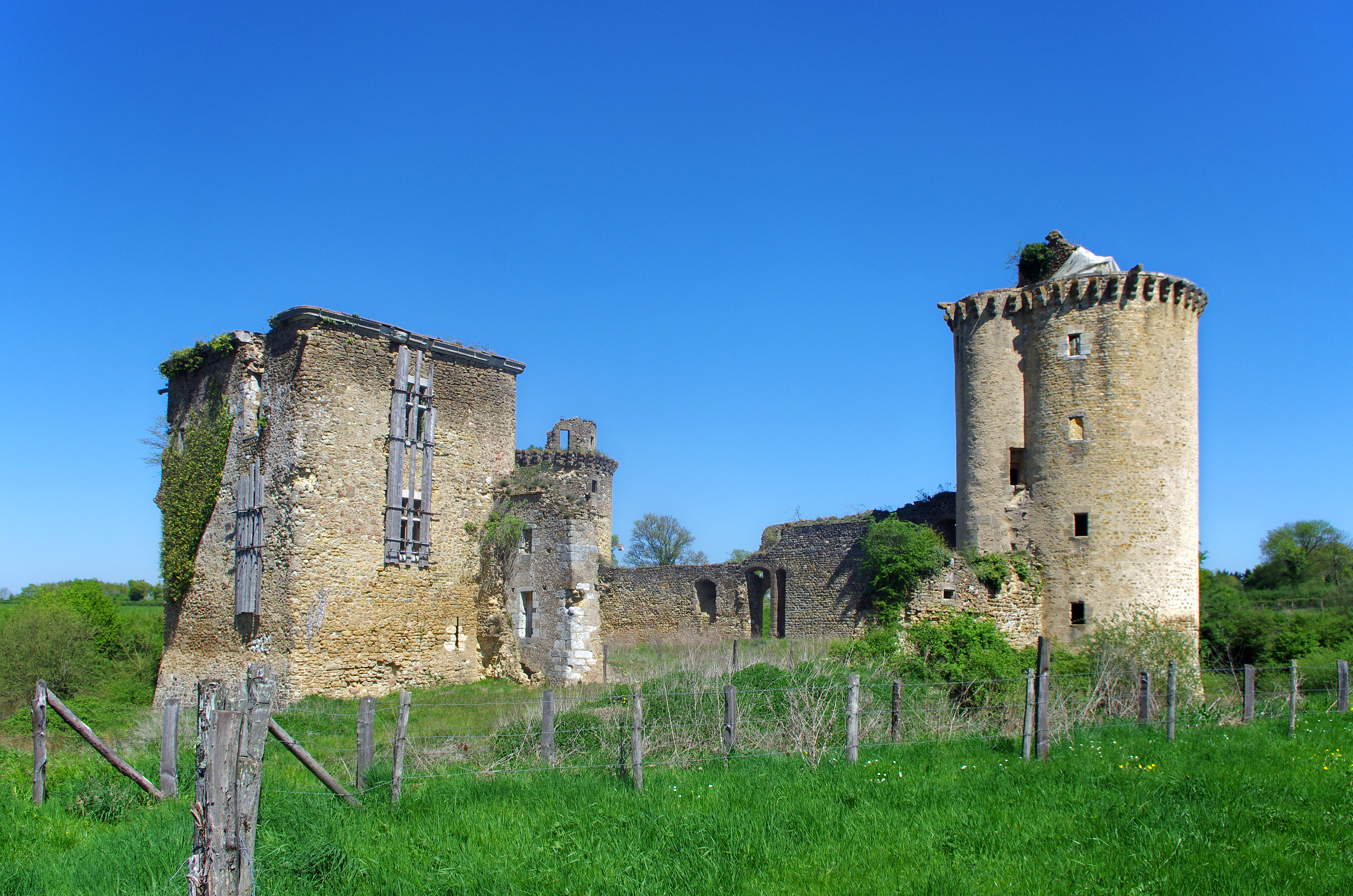
Vue d'ensemble au sud (2015).
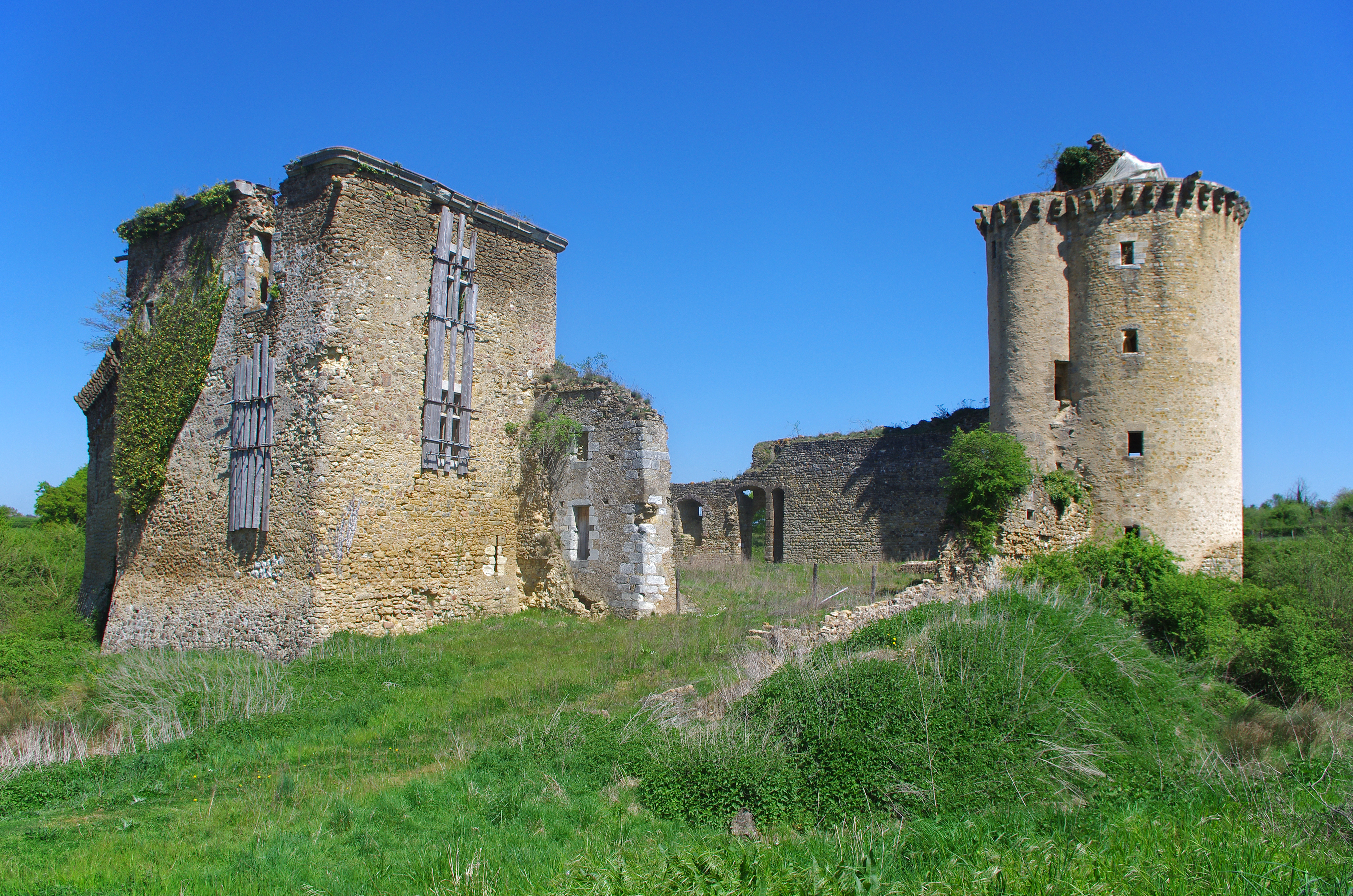
Vue générale de l'entrée au sud-ouest (2015).
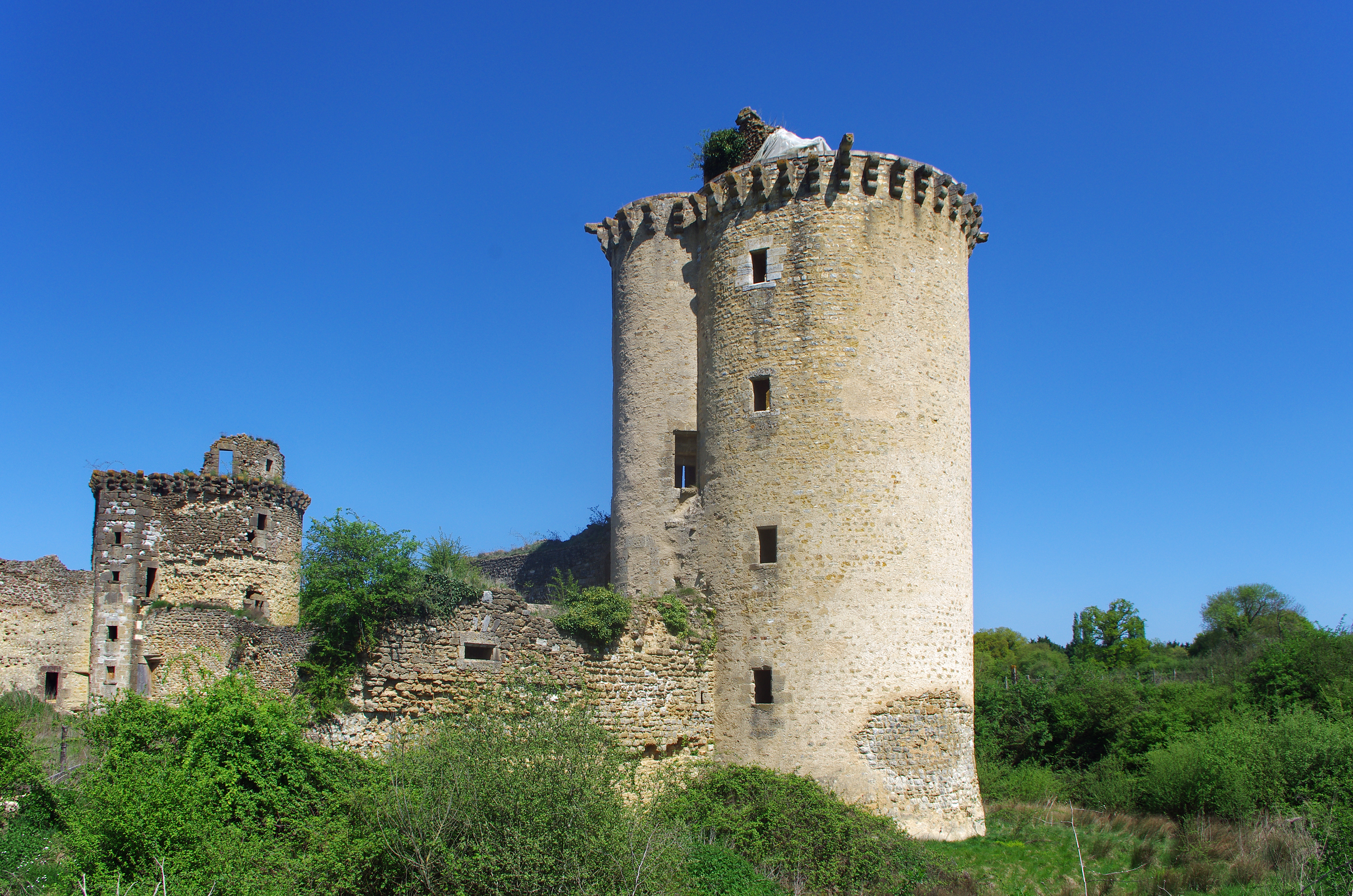
Donjon et muraille (2015).
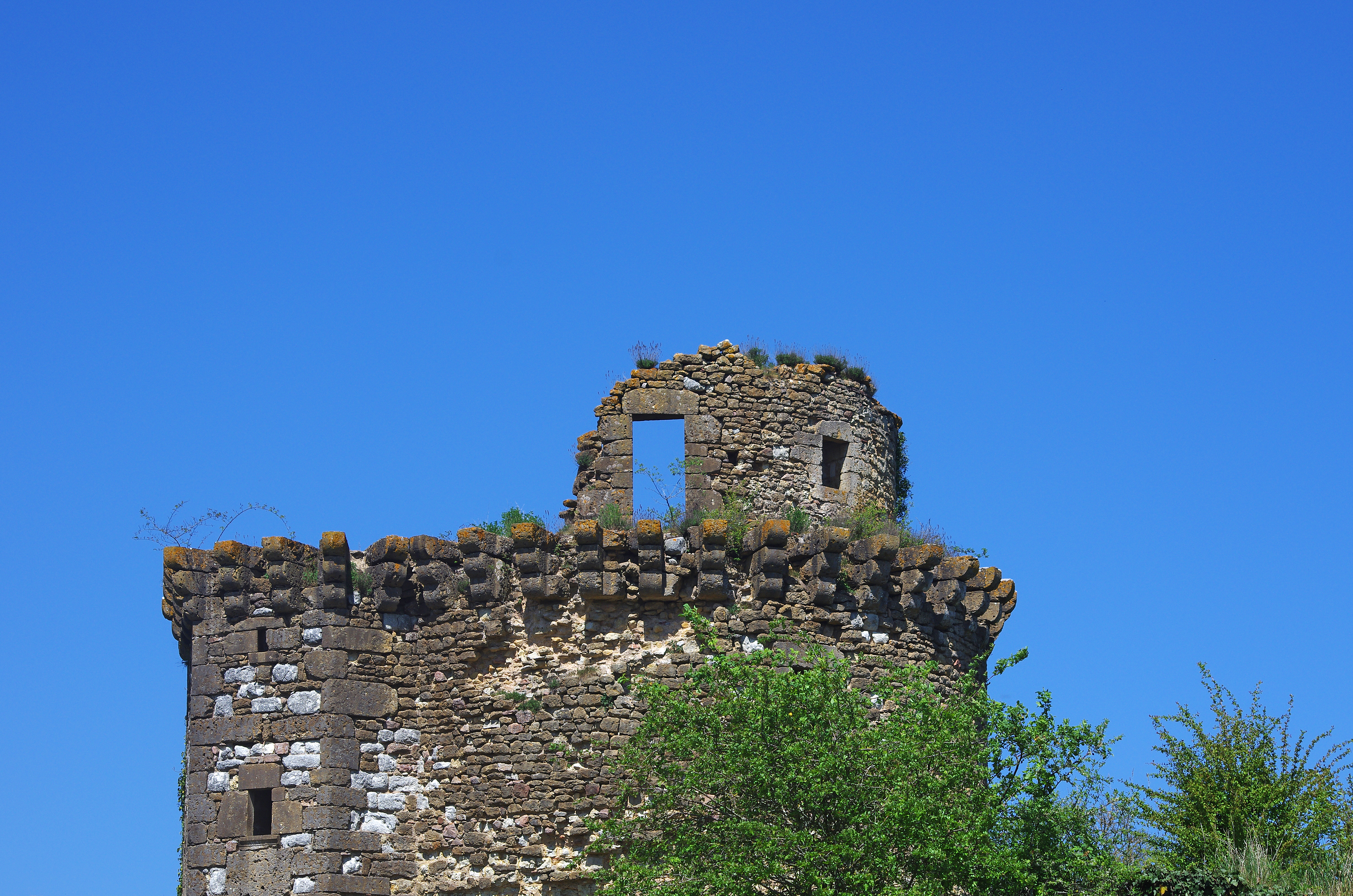
Mâchicoulis (détails, 2015).
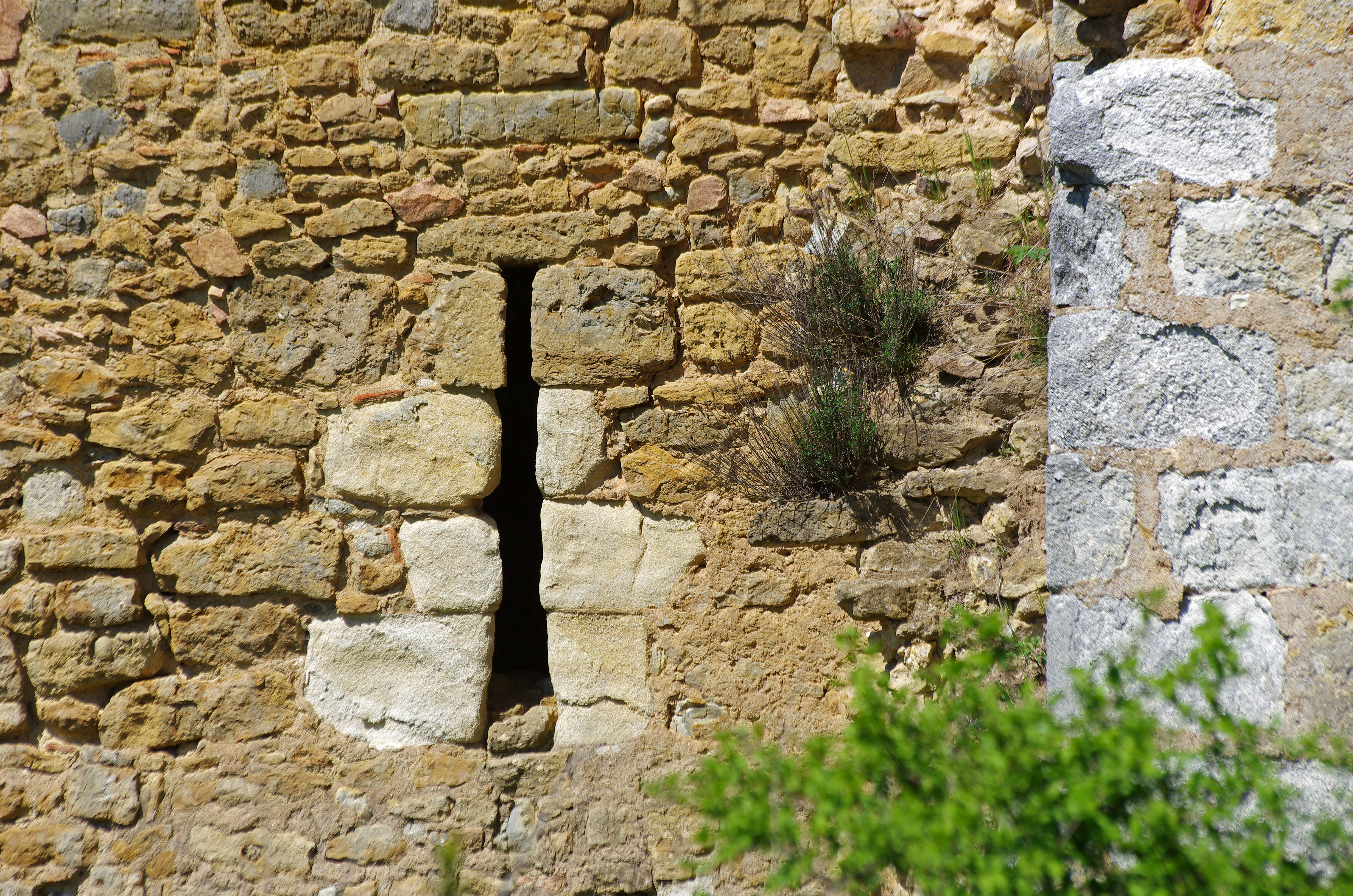
Meurtrière (détail, 2015).
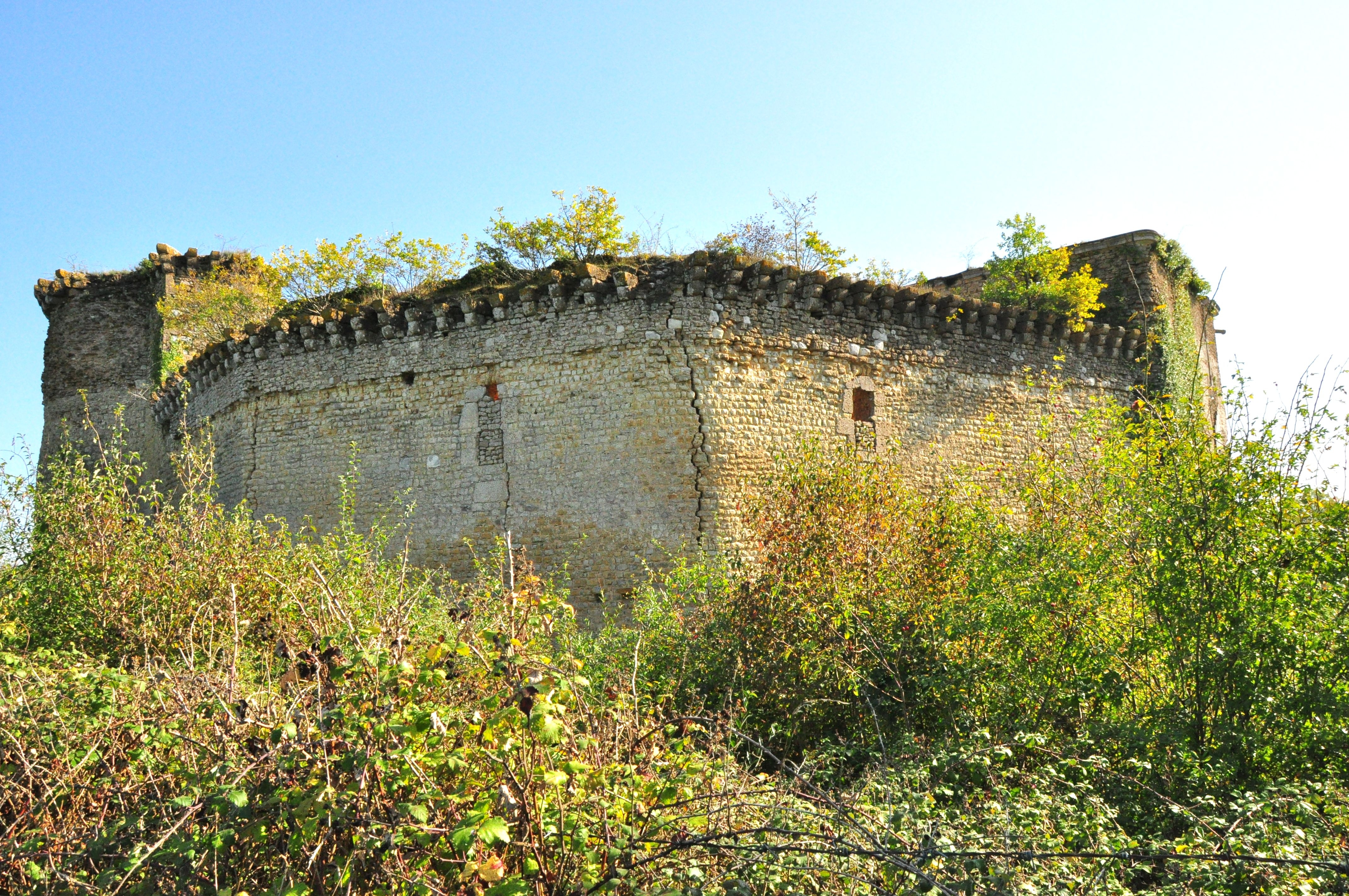
Mur nord-ouest (2010).
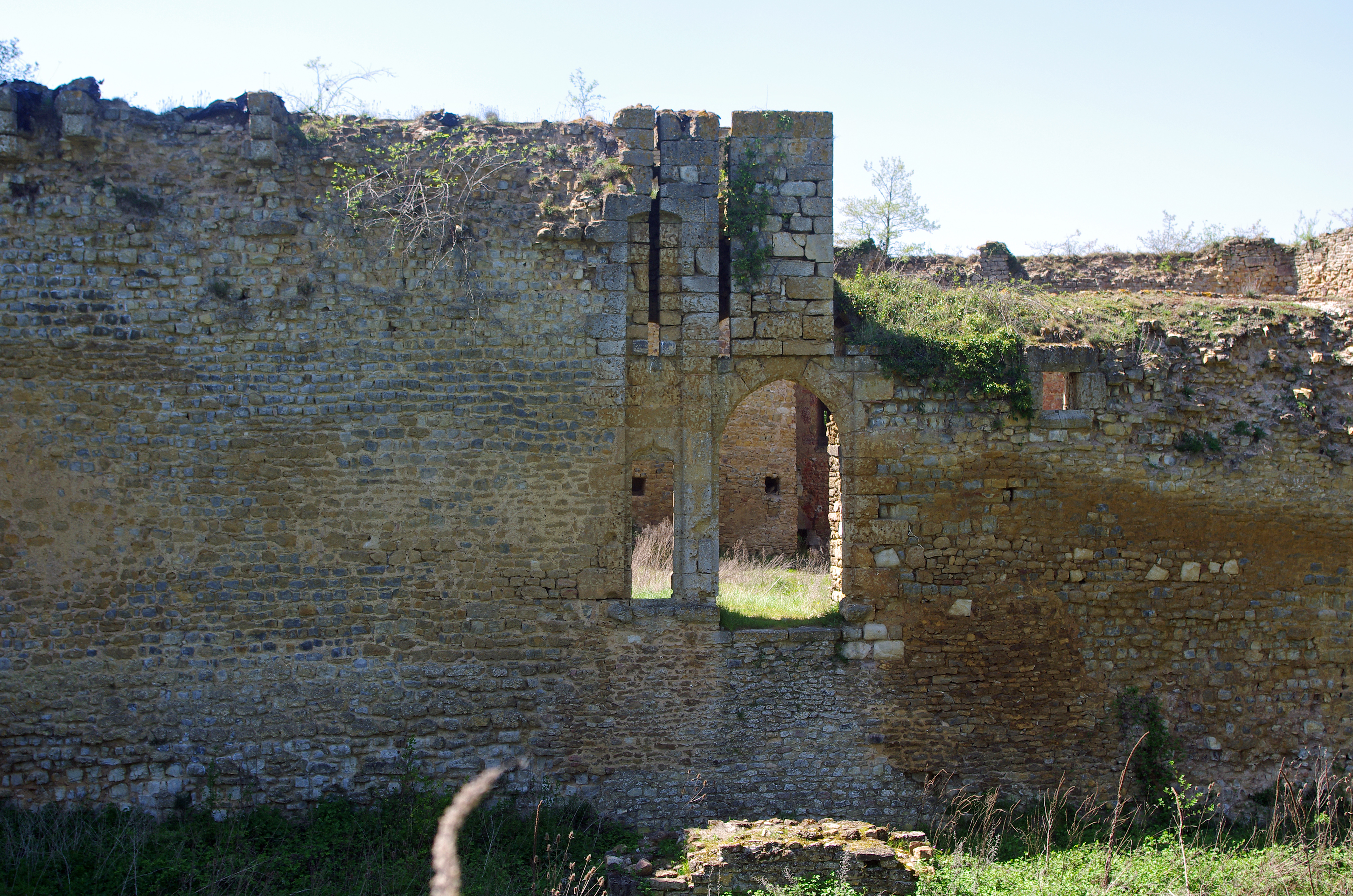
Mur nord (2015).
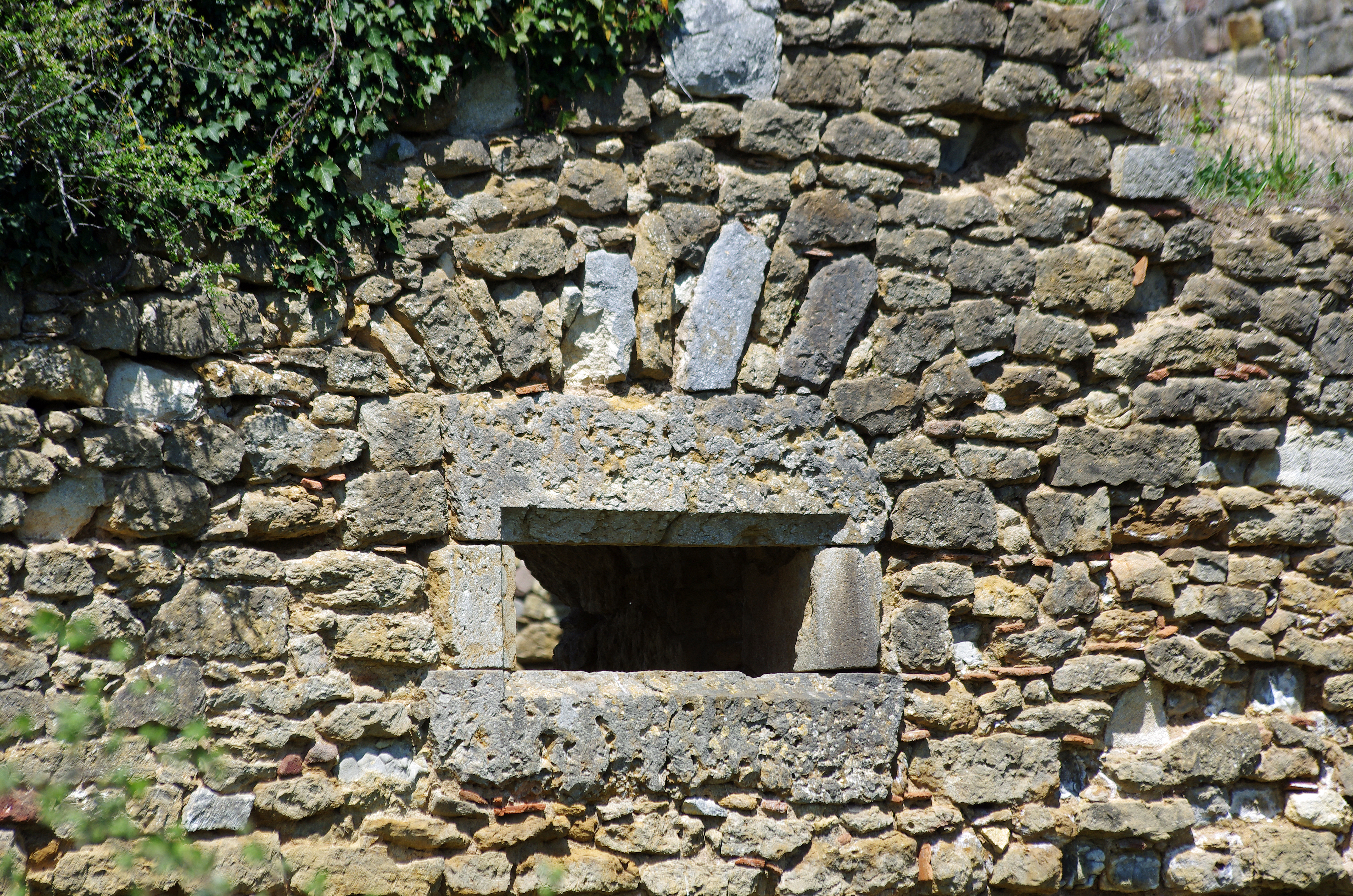
Canonnière au mur sud (2015).